# Streptococcus sobrinus
El Streptococcus sobrinus es una variedad de Streptococcus viridans. Esta bacteria vive en la flora bacteriana de la boca humana. Aparte del Streptococcus mutans, este microorganismo es uno de los causantes de las caries dental humana.